# نظام NewGenLib
NewGenLib هو نظام مفتوح المصدر لإدارة المكتبات المتكامل نظام تم تطويره من قبل معهد كيسافان للمعلومات وإدارة المعرفة في حيدر أباد، الهند .
صدر NewGenLib الإصدار 1.0 في مارس 2005. وفي 9 يناير 2008، أعلن NewGenLib برمجية مفتوحة المصدر تحت رخصة جنو العمومية .
تستخدمه العديد من المكتبات في جميع أنحاء العالم (وخاصة من البلدان النامية).

## وحدات ووظائف[2]
- اقتناء
- المعالجة الفنية
- إدارة الدوريات
- التداول (علمية الإعارة)
- إدارة
- تقارير
- OPAC

## التقنيات المستخدمة والمعايير المعتمدة

### التقنيات
- جافا
- Apache Tomcat خادم
- سبرينغ إطار عمل
- هايبرنت إطار عمل
- أباتشي لوسين
- سولر
- JDOM
- لغة الترميز القابلة للامتداد (إكس إم إل)
- سيرفلت
- خادم صفحات جافا
- جافا للبريد
- أوبن أفيس
- JasperReports
- FreeMarker

### المعايير
- تدوب:التقنيين الدولي للوصف الببليوجرافي
- الضبط الببليوجرافي
- إدارة سلسلة الإمداد
- قواعد الفهرسة الأنجلو أميركية AACR
- ISO 690
- معيار مارك
- Z39.50

## أنواع المكتبات
- المكتبات الجامعية
- مكتبات الكليات والمدارس
- المكتبات العامة
- المكتبات في المعاهد
- مكتبات دينية
- المكتبات الخاصة بالشركات